# Flugunfall der VARIG bei Bagé
Der Flugunfall der VARIG bei Bagé ereignete sich auf dem Inlandslinienflug einer Curtiss C-46D-10-CU der VARIG von Bagé nach Porto Alegre am 7. April 1957. Auf diesem Flug wurde die Maschine nach einer Brandentwicklung im Fahrwerksschacht zum Startflughafen zurückgeflogen. Während eines Durchstartmanövers brach eine durch den Brand strukturell geschwächte Tragfläche von der Maschine ab, woraufhin die Curtiss zu Boden stürzte. Die fünf Besatzungsmitglieder sowie alle 35 Passagiere kamen dabei ums Leben.

## Maschine
Das Flugzeug war eine Curtiss C-46D-10-CU, die im Jahr 1944 im Werk von Curtiss-Wright in Buffalo, New York endmontiert worden war. Sie war am 15. Juli 1944 mit der Werknummer 30283, der Modellseriennummer CU819 und dem militärischen Luftfahrzeugkennzeichen 42-96621 an die United States Army Air Forces (USAAF) ausgeliefert worden. Ab dem 7. August 1944 wurde die Maschine bei der Nordafrika-Abteilung der USAAF eingesetzt. Am 21. Mai 1945 wurde sie bei einer Landung in Abadan, Iran schwer beschädigt. Am 23. Juli 1946 wurde die Maschine als Überbestand der USAAF kategorisiert und ausgeflottet. Von Dezember 1950 bis 1951 wurde die Maschine mit dem Kennzeichen SU-AFS durch die SAIDE (SERVICES AERIENS INTERNATIONAUX D'EGYPTE) betrieben. Im Jahr 1951 war sie mit dem Luftfahrzeugkennzeichen EP-ACM auf die Iranian Airways zugelassen. Es ist nicht mehr nachvollziehbar, ob die Maschine von Iranian Airways gekauft und nicht abgeholt oder geleast und an die SAIDE retourniert wurde. Die Maschine wurde im Jahr 1951 bis zum Monat April mit dem Kennzeichen N50574 durch die US-amerikanische AIRCAR (AIR CARRIER SERVICE CORPORATION) betrieben, ehe sie nach Brasilien exportiert und dort am 26. April 1951 mit dem Luftfahrzeugkennzeichen PP-YQE durch die REAL Transportes Aéreos zugelassen wurde. Sie blieb bei dieser Fluggesellschaft in Betrieb, bis sie am 2. Juli 1952 durch die VARIG gekauft wurde. Am 8. September 1952 wurde die Curtiss mit dem Kennzeichen PP-VCF auf diese zugelassen und seitdem durchgehend von dieser betrieben. Das zweimotorige Mittelstreckenflugzeug war mit zwei 18-Zylinder-Doppelsternmotoren des Typs Pratt & Whitney R-2800-51 Double Wasp ausgestattet.

## Insassen
Den Flug von Bagé nach Porto Alegre hatten 35 Passagiere angetreten. Es befand sich eine fünfköpfige Besatzung an Bord, Flugkapitän war Fernando Silva Leandro.

## Unfallhergang
Kurz nach dem Start entwickelte sich im linken Hauptfahrwerksschacht ein Feuer. Der Kapitän ging fälschlicherweise davon aus, dass das Feuer im Triebwerk ausgebrochen war, brachte den Propeller von Triebwerk Nr. 1 (links) in die Segelstellung und flog eine Platzrunde, um eine Landung auf dem Flughafen Bagé durchzuführen. Im Endanflug versuchte er, das Fahrwerk auszufahren; dies gelang ihm aber nicht, da der Brand sich im Fahrwerksschacht und nicht im Triebwerk ausbreitete und offenbar zu diesem Zeitpunkt bereits dazu geführt hatte, dass Teile der Fahrwerksmechanik geschmolzen waren. Um eine Bauchlandung zu vermeiden, gab der Kapitän vollen Schub in der Absicht, durchzustarten. Über der Kreuzung der Landebahnen 05 und 23 brach die linke Tragfläche des Flugzeugs vom Rumpf ab und die Maschine stürzte ab. Hierbei kamen  alle 40 Insassen ums Leben.

## Ursache
Als Unfallursache wurde ein Brand im Fahrwerksschacht und der daraus resultierende Abbruch der linken Tragfläche im Flug festgestellt.
Als beitragender Faktor wurde die fehlerhafte Einschätzung der Situation durch den Kapitän vermerkt. Der Kapitän habe es versäumt, die Intensität des Feuers im Fahrwerksschacht richtig einzuschätzen, da er dachte, dass durch die Anwendung des in den „Vorschriften für C-46“ vorgeschriebenen Verfahrens das Feuer gelöscht oder belanglos geworden sei.